# Здание ратуши Кингисеппа
Бывшая городская ратуша Кингисеппа, Ямбургская городская ратуша — историческое здание в Кингисеппе (Ленинградская область). Находится по адресу Большая Советская улица, дом 8. Построено в начале XX века.
Выявленный памятник архитектуры.

## История и архитектура
Строительство здания велось несколько десятилетий. Здесь планировалось разместить все городские управленческие учреждения. Возводить его начали ещё в 1910 году, но из-за нехватки денежных средств и по другим причинам работы завершились лишь в 1934 году. Управа была построена по проекту архитектора К. К. Васильева в характерном для Западной Европы романском стиле, поэтому за ней и закрепилось название «ратуша».
Главный фасад ратуши богато украшен кирпичным орнаментом. Два центральных входа заметно выделены: один небольшим треугольным фронтоном, другой — надстроенной башней. Первый этаж здания украшает декоративная объёмная аркада.
В годы немецкой оккупации Кингисеппа, во время Великой Отечественной войны, ратуша располагалась на территории концлагеря и играла роль тюрьмы. В ходе освобождения города здание сильно пострадало от обстрелов. В 1960-х годах началась реставрация.
Советское время в ратуше размещались общежитие и медицинские учреждения города. В постсоветское время — стоматологическая клиника, Центр семьи и магазины.

## Галерея

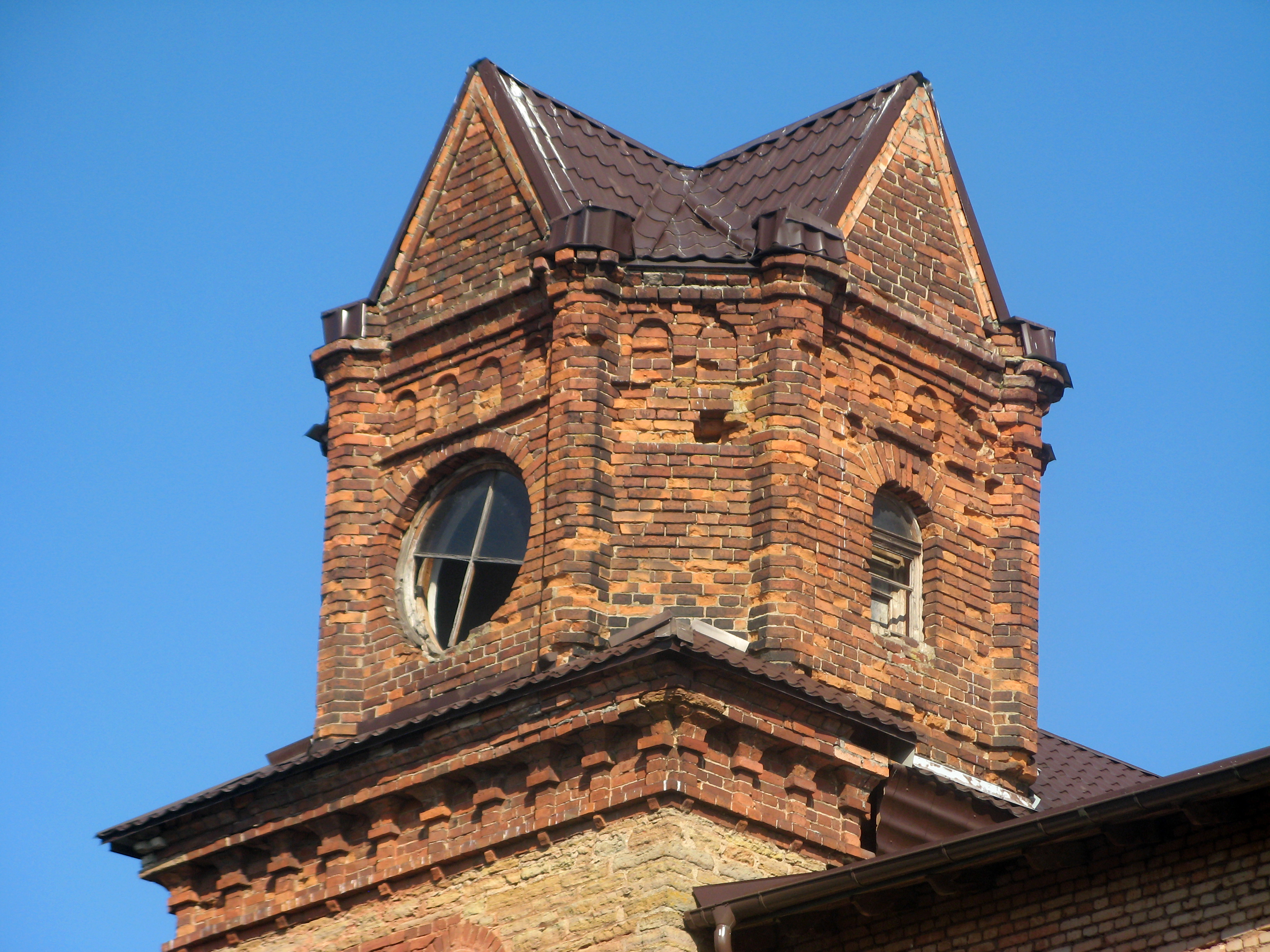
Одна из башенок ратуши (2019)
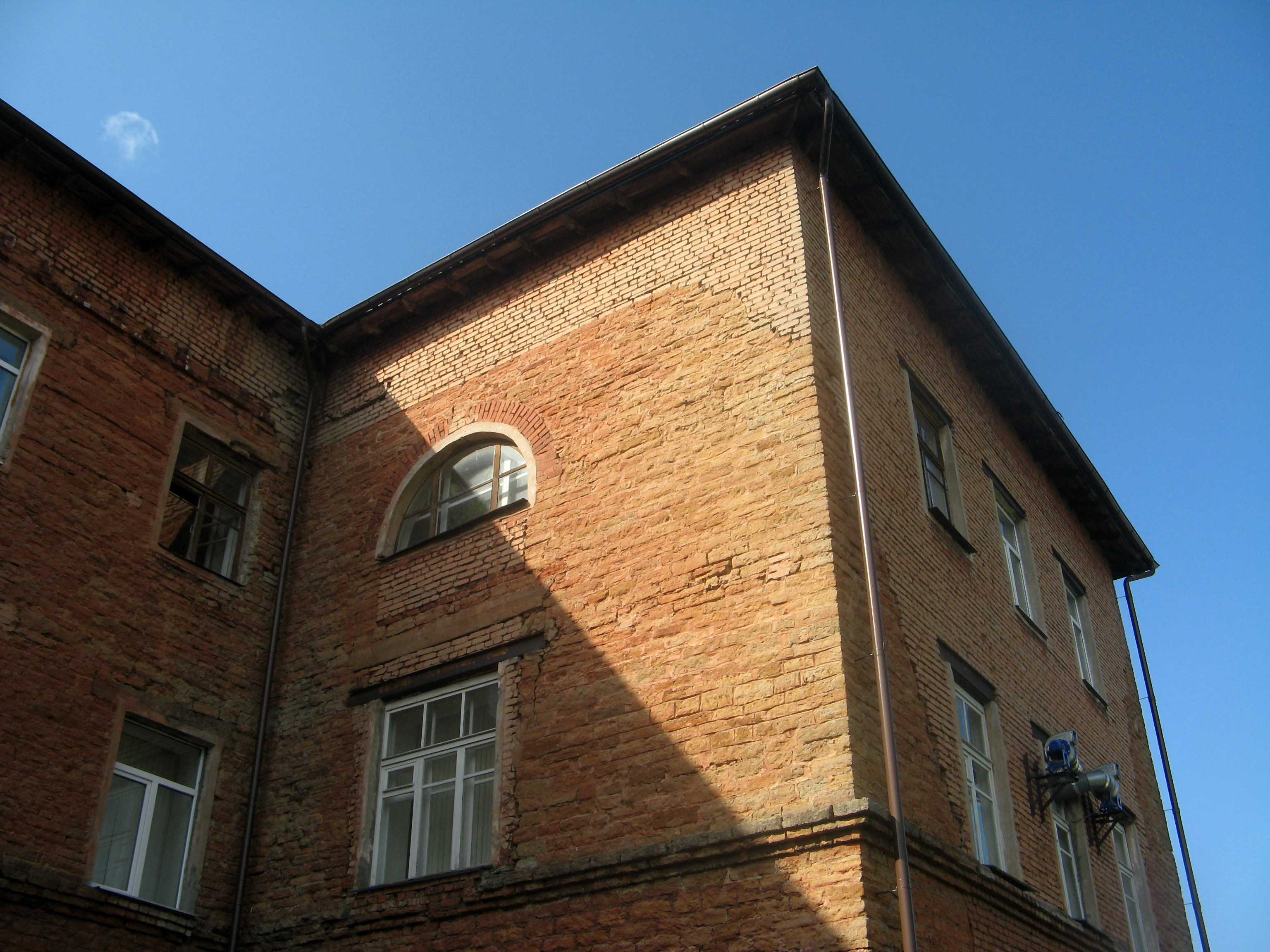
Задняя часть здания крупным планом (2019)
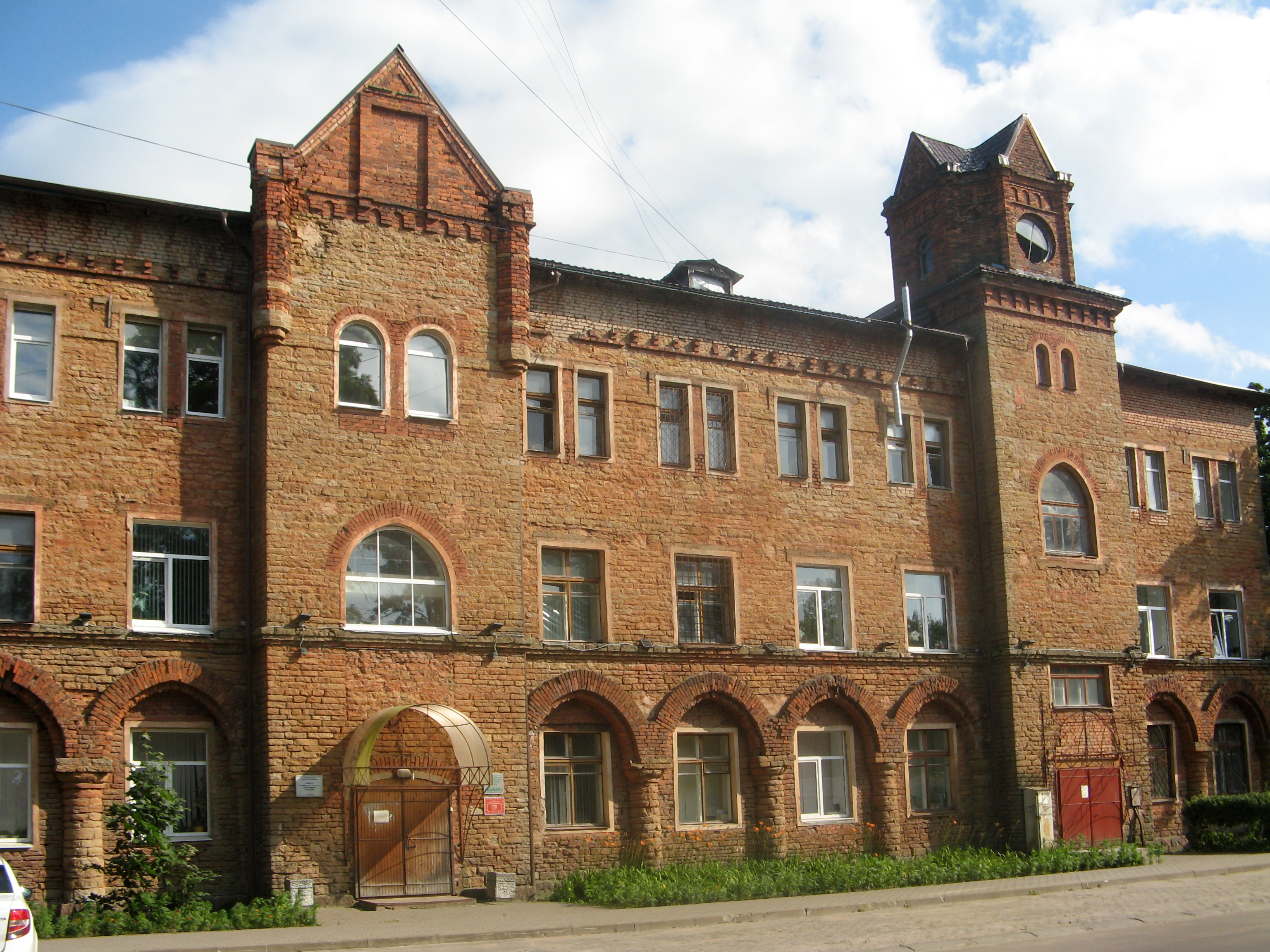
Общий вид фасада (2019)
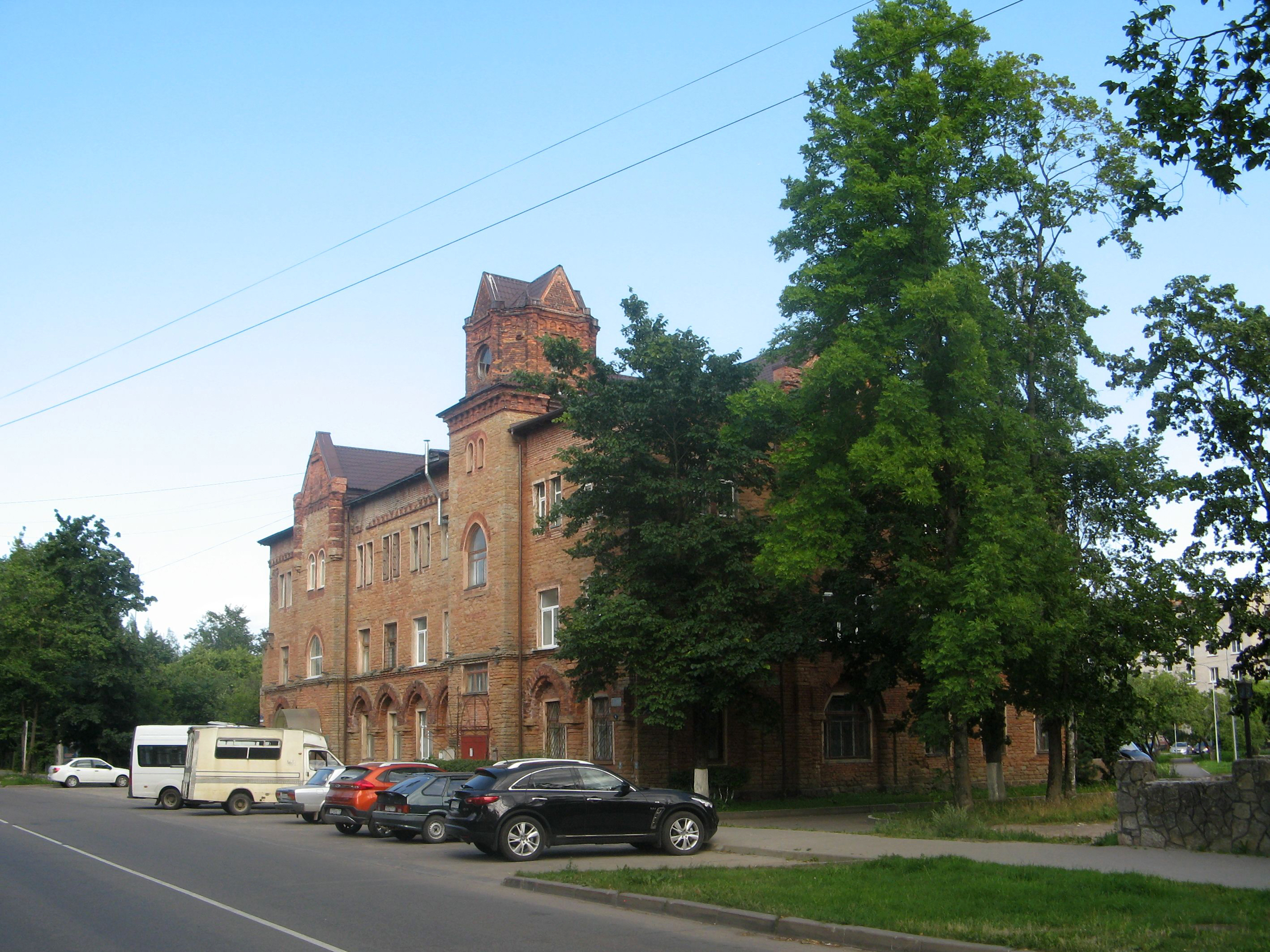
Общий вид здания (2019)